# پارامومایسین
پارومومایسین یا آمینوسیدین سولفات  یک آنتی‌بیوتیک آمینوگلیکوزید است که بر روی برخی از تک یاخته‌ها از جمله آمیب و لیشمانیا و کریپتوسپوریدیم نیز مؤثر است و از راه خوراکی در درمان عفونت‌های تک‌یاخته‌ای مانند آمیبیاز روده‌ای مصرف می‌شود.

## مکانیزم اثر
کل آمینوگلیکوزیدها با اتصال به زیر واحدهای ریبوزومی S30 در سنتز پروتئین باکتریایی تداخل ایجاد می‌کنند. این دارو دارای اثر آنتی باکتریال و ضد آمیب در دستگاه گوارش است. در آخر نیز از طریق مدفوع (100% به عنوان داروی بدون تغییر) دفع می‌شود.

## عوارض جانبی
این دارو بالقوه یک داروی سمی برای کلیه و گوش است. مصرف مقادیر زیاد این دارو ممکن است با عوارضی مانند تهوع، استفراغ، کرامپ شکمی واسهال همراه باشد.
فرم خوراکی آن جذب ندارد و عوارض سمیت برای کلیه و گوش ندارد.

## مقادیر مصرف
مقدار مصرف این دارو در بزرگسالان و کودکان دردرمان آمیبیاز روده‌ای ۲۰–۳۰ mg/kg/day در مقادیر منقسم همراه باغذا، برای مدت ۵–۱۰ روز می‌باشد. برای کاهش فلور میکروبی روده در کبد، مقدار ۴g/day در مقادیر منقسم با فواصل زمانی ثابت برای مدت ۵–۶ روز مصرف می‌شود.

## سفارشات
- این دارو را می‌توان با غذا مصرف کرد.
- در صورت بروز وزوز گوش، عیب شنوایی یا سرگیجه، باید به پزشک مراجعه شود.
- در صورت وجود ضایعات زخم‌دار روده‌ای، جذب این دارو از طریق روده و به میزان اندک امکان‌پذیر است و ممکن است موجب بروز عوارض جانبی دارو شود.
- مصرف مداوم یا مکرر آنتی‌بیوتیک‌ها ممکن است موجب بروز مقاومت میکروبی و رشد بیش از حد باکتری‌ها و قارچ‌های غیر حساس و در نتیجه بروز عفونت‌های ثانویه گردد.
- بین این دارو ونئومایسین مقاومت متقاطع وجود دارد.